# Liga dos Campeões da UEFA de 2016–17 – Fase de Grupos
A Fase de Grupos da Liga dos Campeões da UEFA de 2016–17 foi disputada entre 13 de setembro até 7 de dezembro de 2016. Um total de 32 equipes participaram desta fase. Os vencedores e segundos colocados de cada grupo avançaram a fase final.

## Sorteio
O sorteio para a fase de grupos foi realizado em Mônaco no dia 25 de agosto de 2016.
A fase de grupos contou com 32 times distribuídos em 8 grupos de 4 times cada. Os times se enfrentaram em partidas de ida e volta dentro dos seus grupos e os dois primeiros se classificaram para a fase oitavas de final. O terceiro colocado classificou-se para a fase de dezesseis avos da Liga Europa da UEFA de 2016–17. As 32 equipes foram divididas em quatro potes com base no Ranking da UEFA, com o detentor do título sendo colocado no pote 1 automaticamente.
Em cada grupo, as equipes jogaram entre si em duelos em casa e fora. As partidas foram disputadas nos dias: 13–14 de setembro, 27–28 de setembro, 18–19 de outubro, 1–2 de novembro, 22–23 de novembro, e 6–7 de dezembro de 2016.
| Pote 1              | Coef.   |
| ------------------- | ------- |
| Real Madrid         | 176.142 |
| Bayern de Munique   | 163.035 |
| Barcelona           | 159.142 |
| Benfica             | 116.616 |
| Paris Saint-Germain | 112.549 |
| Juventus            | 107.087 |
| CSKA Moscou         | 48.716  |
| Leicester           | 15.256  |

| Pote 2             | Coef.   |
| ------------------ | ------- |
| Atlético de Madrid | 144.142 |
| Borussia Dortmund  | 110.035 |
| Arsenal            | 105.256 |
| Manchester City    | 99.256  |
| Sevilla            | 95.642  |
| Porto              | 92.616  |
| Napoli             | 90.087  |
| Bayer Leverkusen   | 89.035  |

| Pote 3                   | Coef.  |
| ------------------------ | ------ |
| Basel                    | 87.755 |
| Tottenham                | 74.256 |
| Dínamo de Kiev           | 65.976 |
| Lyon                     | 63.049 |
| PSV Eindhoven            | 57.112 |
| Sporting                 | 51.616 |
| Brugge                   | 43.000 |
| Borussia Mönchengladbach | 42.035 |

| Pote 4             | Coef.  |
| ------------------ | ------ |
| Celtic             | 40.460 |
| Monaco             | 36.549 |
| Beşiktaş           | 34.920 |
| Légia Varsóvia     | 28.000 |
| Dínamo Zagreb      | 25.775 |
| Ludogorets Razgrad | 25.625 |
| København          | 24.720 |
| Rostov             | 11.716 |

## Critérios de desempate
Se duas ou mais equipes terminarem iguais em pontos no final dos jogos do grupo, os seguintes critérios serão aplicados para determinar o ranking (em ordem decrescente):
1. maior número de pontos obtidos nos jogos entre as equipes em questão;
2. saldo de gols superior dos jogos disputados entre as equipes em questão;
3. maior número de gols marcados nos jogos disputados entre as equipes em questão;
4. maior número de gols marcados fora de casa nos jogos disputados entre as equipes em questão;
5. se, após a aplicação dos critérios de 1) a 4) para várias equipes, duas equipes ainda têm um ranking igual, os critérios de 1) a 4) serão reaplicados para determinar o ranking destas equipes;
6. saldo de gols de todos os jogos disputados no grupo;
7. maior número de gols marcados em todos os jogos disputados no grupo;
8. maior número de pontos acumulados pelo clube em questão, bem como a sua associação, ao longo das últimas cinco temporadas.

## Grupos
Os vencedores e os segundos classificados do grupo avançam para as oitavas de final, enquanto os terceiros colocados entram na Liga Europa da UEFA de 2016–17. Todas as partidas seguem o fuso horário da Europa Central (UTC+1).
| Legenda                                                                          |
| Classificado às oitavas-de-final                                                 |
| Classificado à fase de dezesseis-avos de final da Liga Europa da UEFA de 2016–17 |
| Eliminado                                                                        |

### Grupo A
| Pos | Equipe              | Pts | J | V | E | D | GP | GC | SG  | Classificado                     |  | ARS | PAR | LUD | BSL |
| --- | ------------------- | --- | - | - | - | - | -- | -- | --- | -------------------------------- |  | --- | --- | --- | --- |
| 1   | Arsenal             | 14  | 6 | 4 | 2 | 0 | 18 | 6  | +12 | Classificado às oitavas de final |  | —   | 2–2 | 6–0 | 2–0 |
| 2   | Paris Saint-Germain | 12  | 6 | 3 | 3 | 0 | 13 | 7  | +6  | Classificado às oitavas de final |  | 1–1 | —   | 2–2 | 3–0 |
| 3   | Ludogorets Razgrad  | 3   | 6 | 0 | 3 | 3 | 6  | 15 | −9  | Transferido para Liga Europa     |  | 2–3 | 1–3 | —   | 0–0 |
| 4   | Basel               | 2   | 6 | 0 | 2 | 4 | 3  | 12 | −9  | Eliminado                        |  | 1–4 | 1–2 | 1–1 | —   |

| 13 de setembro de 2016 | Paris Saint-Germain | 1 – 1     | Arsenal     | Parc des Princes, Paris                    |
| 20:45                  | Cavani 1'           | Relatório | Sánchez 78' | Público: 46 440 Árbitro: HUN Viktor Kassai |

| PSG | Arsenal |

| 13 de setembro de 2016 | Basel       | 1 – 1     | Ludogorets Razgrad | St. Jakob-Park, Basileia                      |
| 20:45                  | Steffen 79' | Relatório | Jonathan Cafu 45'  | Público: 30 852 Árbitro: BLR Aleksei Kulbakov |

| Basel | Ludogorets |

| 28 de setembro de 2016 | Ludogorets Razgrad | 1 – 3     | Paris Saint-Germain           | Estádio Nacional Vasil Levski, Sófia        |
| 20:45                  | Natanael 16'       | Relatório | Matuidi 41' · Cavani 56', 60' | Público: 17 155 Árbitro: CZE Pavel Královec |

| Ludogorets | PSG |

| 28 de setembro de 2016 | Arsenal         | 2 – 0     | Basel | Emirates Stadium, Londres                   |
| 20:45                  | Walcott 7', 26' | Relatório |       | Público: 59,993 Árbitro: NED Danny Makkelie |

| Arsenal | Basel |

| 19 de outubro de 2016 | Arsenal                                                                 | 6 – 0     | Ludogorets Razgrad | Emirates Stadium, Londres                      |
| 20:45                 | Sánchez 13' · Walcott 42' · Oxlade-Chamberlain 47' · Özil 56', 83', 87' | Relatório |                    | Público: 59 944 Árbitro: POR Artur Soares Dias |

| Arsenal | Ludogorets |

| 19 de outubro de 2016 | Paris Saint-Germain                           | 3 – 0     | Basel | Estádio Parc des Princes, Paris            |
| 20:45                 | Di María 40' · Lucas 62' · Cavani 90+3' (pen) | Relatório |       | Público: 46 488 Árbitro: GER Deniz Aytekin |

| PSG | Basel |

| 1 de novembro de 2016 | Ludogorets Razgrad             | 2 – 3     | Arsenal                           | Estádio Nacional Vasil Levski, Sófia     |
| 20:45                 | Jonathan Cafu 12' · Keșerü 15' | Relatório | Xhaka 20' · Giroud 42' · Özil 88' | Público: 30 862 Árbitro: NED Bas Nijhuis |

| Ludogorets | Arsenal |

| 1 de novembro de 2016 | Basel     | 1 – 2     | Paris Saint-Germain       | St. Jakob-Park, Basileia                    |
| 20:45                 | Zuffi 76' | Relatório | Matuidi 43' · Meunier 90' | Público: 34 639 Árbitro: ROU Ovidiu Hațegan |

| Basel | PSG |

| 23 de novembro de 2016 | Arsenal                           | 2 – 2     | Paris Saint-Germain    | Emirates Stadium, Londres                |
| 20:45                  | Giroud 45+1' (pen) · Verratti 60' | Relatório | Cavani 18' · Iwobi 77' | Público: 59 628 Árbitro: GER Felix Brych |

| Arsenal | PSG |

| 23 de novembro de 2016 | Ludogorets Razgrad | 0 – 0     | Basel | Estádio Nacional Vasil Levski, Sófia         |
| 20:45                  |                    | Relatório |       | Público: 20 821 Árbitro: ENG Martin Atkinson |

| Ludogorets | Basel |

| 6 de dezembro de 2016 | Paris Saint-Germain         | 2 – 2     | Ludogorets Razgrad           | Estádio Parc des Princes, Paris                 |
| 20:45                 | Cavani 61' · Di María 90+2' | Relatório | Misidjan 15' · Wanderson 69' | Público: 42 650 Árbitro: GRE Tasos Sidiropoulos |

| PSG | Ludogorets |

| 6 de dezembro de 2016 | Basel       | 1 – 4     | Arsenal                              | St. Jakob-Park, Basileia                     |
| 20:45                 | Doumbia 78' | Relatório | Lucas Pérez 8', 16', 47' · Iwobi 53' | Público: 36 000 Árbitro: POR Manuel de Sousa |

| Basel | Arsenal |

### Grupo B
| Pos | Equipe         | Pts | J | V | E | D | GP | GC | SG | Classificado                     |  | NAP | BEN | BES | DKV |
| --- | -------------- | --- | - | - | - | - | -- | -- | -- | -------------------------------- |  | --- | --- | --- | --- |
| 1   | Napoli         | 11  | 6 | 3 | 2 | 1 | 11 | 8  | +3 | Classificado às oitavas de final |  | —   | 4–2 | 2–3 | 0–0 |
| 2   | Benfica        | 8   | 6 | 2 | 2 | 2 | 10 | 10 | 0  | Classificado às oitavas de final |  | 1–2 | —   | 1–1 | 1–0 |
| 3   | Beşiktaş       | 7   | 6 | 1 | 4 | 1 | 9  | 14 | −5 | Transferido para Liga Europa     |  | 1–1 | 3–3 | —   | 1–1 |
| 4   | Dínamo de Kiev | 5   | 6 | 1 | 2 | 3 | 8  | 6  | +2 | Eliminado                        |  | 1–2 | 0–2 | 6–0 | —   |

| 13 de setembro de 2016 | Benfica   | 1 – 1     | Beşiktaş      | Estádio da Luz, Lisboa                     |
| 20:45                  | Cervi 12' | Relatório | Talisca 90+3' | Público: 42 126 Árbitro: SRB Milorad Mažić |

| Benfica | Besiktas |

| 13 de setembro de 2016 | Dínamo de Kiev | 1 – 2     | Napoli           | Estádio Olímpico, Kiev                      |
| 20:45                  | Harmash 26'    | Relatório | Milik 36', 45+2' | Público: 35 137 Árbitro: SCO William Collum |

| Dínamo | Napoli |

| 28 de setembro de 2016 | Beşiktaş     | 1 – 1     | Dínamo de Kiev | Vodafone Arena, Istambul                  |
| 20:45                  | Quaresma 29' | Relatório | Tsyhankov 65'  | Público: 33 938 Árbitro: GER Felix Zwayer |

| Besiktas | Dínamo |

| 28 de setembro de 2016 | Napoli                                          | 4 – 2     | Benfica                         | Estádio San Paolo, Nápoles               |
| 20:45                  | Hamšík 20' · Mertens 51', 58' · Milik 54' (pen) | Relatório | Gonçalo Guedes 70' · Salvio 86' | Público: 41 281 Árbitro: GER Felix Brych |

| Napoli | Benfica |

| 19 de outubro de 2016 | Napoli                             | 2 – 3     | Beşiktaş                         | Estádio San Paolo, Nápoles                  |
| 20:45                 | Mertens 30' · Gabbiadini 69' (pen) | Relatório | Adriano 12' · Aboubakar 38', 86' | Público: 28 502 Árbitro: RUS Sergei Karasev |

| Napoli | Besiktas |

| 19 de outubro de 2016 | Dínamo de Kiev | 0 – 2     | Benfica                     | Estádio Olímpico, Kiev                                |
| 20:45                 |                | Relatório | Salvio 9' (pen) · Cervi 55' | Público: 25 991 Árbitro: ESP David Fernández Borbalán |

| Dínamo | Benfica |

| 1 de novembro de 2016 | Beşiktaş           | 1 – 1     | Napoli     | Vodafone Arena, Istambul                      |
| 18:45                 | Quaresma 79' (pen) | Relatório | Hamšík 82' | Público: 35 552 Árbitro: ENG Mark Clattenburg |

| Besiktas | Napoli |

| 1 de novembro de 2016 | Benfica            | 1 – 0     | Dínamo de Kiev | Estádio da Luz, Lisboa                      |
| 20:45                 | Salvio 45+2' (pen) | Relatório |                | Público: 51 641 Árbitro: FRA Clément Turpin |

| Benfica | Dínamo |

| 23 de novembro de 2016 | Beşiktaş                                       | 3 – 3     | Benfica                                     | Vodafone Arena, Istambul                   |
| 18:45                  | Tosun 58' · Quaresma 83' (pen) · Aboubakar 89' | Relatório | Gonçalo Guedes 10' · Semedo 25' · Fejsa 31' | Público: 36 063 Árbitro: SVN Damir Skomina |

| Besiktas | Benfica |

| 23 de novembro de 2016 | Napoli | 0 – 0     | Dínamo de Kiev | Estádio San Paolo, Nápoles                  |
| 20:45                  |        | Relatório |                | Público: 33 736 Árbitro: ROU Ovidiu Hațegan |

| Napoli | Dínamo |

| 6 de dezembro de 2016 | Dínamo de Kiev                                                                                          | 6 – 0     | Beşiktaş | Estádio Olímpico, Kiev                     |
| 20:45                 | Besyedin 9' · Yarmolenko 30' (pen) · Buyalskyi 32' · González 45+3' · Sydorchuk 60' · Júnior Moraes 77' | Relatório |          | Público: 14 036 Árbitro: SCO Craig Thomson |

| Dínamo | Besiktas |

| 6 de dezembro de 2016 | Benfica     | 1 – 2     | Napoli                     | Estádio da Luz, Lisboa                           |
| 20:45                 | Jiménez 87' | Relatório | Callejón 60' · Mertens 79' | Público: 55 634 Árbitro: ESP Antonio Mateu Lahoz |

| Benfica | Napoli |

### Grupo C
| Pos | Equipe                   | Pts | J | V | E | D | GP | GC | SG  | Classificado                     |  | BAR | MC  | MGB | CEL |
| --- | ------------------------ | --- | - | - | - | - | -- | -- | --- | -------------------------------- |  | --- | --- | --- | --- |
| 1   | Barcelona                | 15  | 6 | 5 | 0 | 1 | 20 | 4  | +16 | Classificado às oitavas de final |  | —   | 4–0 | 4–0 | 7–0 |
| 2   | Manchester City          | 9   | 6 | 2 | 3 | 1 | 12 | 10 | +2  | Classificado às oitavas de final |  | 3–1 | —   | 4–0 | 1–1 |
| 3   | Borussia Mönchengladbach | 5   | 6 | 1 | 2 | 3 | 5  | 12 | −7  | Transferido para Liga Europa     |  | 1–2 | 1–1 | —   | 1–1 |
| 4   | Celtic                   | 3   | 6 | 0 | 3 | 3 | 5  | 16 | −11 | Eliminado                        |  | 0–2 | 3–3 | 0–2 | —   |

| 13 de setembro de 2016 | Barcelona                                                       | 7 – 0     | Celtic | Camp Nou, Barcelona                         |
| 20:45                  | Messi 3', 27', 60' · Neymar 50' · Iniesta 59' · Suárez 75', 88' | Relatório |        | Público: 73 290 Árbitro: ROU Ovidiu Hațegan |

| Barcelona | Celtic |

| 14 de setembro de 2016[a] | Manchester City                             | 4 – 0     | Borussia Mönchengladbach | City of Manchester Stadium, Manchester     |
| 20:45                     | Agüero 9', 29' (pen), 77' · Iheanacho 90+1' | Relatório |                          | Público: 30 270 Árbitro: NED Björn Kuipers |

| Man. City | Borussia M. |

| 28 de setembro de 2016 | Borussia Mönchengladbach | 1 – 2     | Barcelona             | Borussia-Park, Mönchengladbach             |
| 20:45                  | Hazard 34'               | Relatório | Turan 65' · Piqué 74' | Público: 46 283 Árbitro: SVN Damir Skomina |

| Borussia M. | Barcelona |

| 28 de setembro de 2016 | Celtic                         | 3 – 3     | Manchester City                             | Celtic Park, Glasgow                        |
| 20:45                  | Dembélé 3', 47' · Sterling 20' | Relatório | Fernandinho 12' · Sterling 28' · Nolito 55' | Público: 57 592 Árbitro: ITA Nicola Rizzoli |

| Celtic | Man. City |

| 19 de outubro de 2016 | Celtic | 0 – 2     | Borussia Mönchengladbach | Celtic Park, Glasgow                            |
| 20:45                 |        | Relatório | Stindl 57' · Hahn 77'    | Público: 57 814 Árbitro: GRE Tasos Sidiropoulos |

| Celtic | Borussia M. |

| 19 de outubro de 2016 | Barcelona                        | 4 – 0     | Manchester City | Camp Nou, Barcelona                        |
| 20:45                 | Messi 17', 61', 69' · Neymar 89' | Relatório |                 | Público: 96 290 Árbitro: SRB Milorad Mažić |

| Barcelona | Man. City |

| 1 de novembro de 2016 | Borussia Mönchengladbach | 1 – 1     | Celtic            | Borussia-Park, Mönchengladbach               |
| 20:45                 | Stindl 32'               | Relatório | Dembélé 76' (pen) | Público: 46 283 Árbitro: POR Manuel de Sousa |

| Borussia M. | Celtic |

| 1 de novembro de 2016 | Manchester City                   | 3 – 1     | Barcelona | City of Manchester Stadium, Manchester     |
| 20:45                 | Gündoğan 39', 74' · De Bruyne 51' | Relatório | Messi 21' | Público: 53 340 Árbitro: HUN Viktor Kassai |

| Man. City | Barcelona |

| 23 de novembro de 2016 | Celtic | 0 – 2     | Barcelona            | Celtic Park, Glasgow                        |
| 20:45                  |        | Relatório | Messi 24', 56' (pen) | Público: 57 937 Árbitro: ITA Daniele Orsato |

| Celtic | Barcelona |

| 23 de novembro de 2016 | Borussia Mönchengladbach | 1 – 1     | Manchester City | Borussia-Park, Mönchengladbach            |
| 20:45                  | Raffael 23'              | Relatório | Silva 45+1'     | Público: 45 921 Árbitro: TUR Cüneyt Çakır |

| Borussia M. | Man. City |

| 6 de dezembro de 2016 | Barcelona                       | 4 – 0     | Borussia Mönchengladbach | Camp Nou, Barcelona                         |
| 20:45                 | Messi 16' · Turan 50', 53', 67' | Relatório |                          | Público: 67 157 Árbitro: RUS Sergei Karasev |

| Barcelona | Borussia M. |

| 6 de dezembro de 2016 | Manchester City | 1 – 1     | Celtic     | City of Manchester Stadium, Manchester     |
| 20:45                 | Iheanacho 8'    | Relatório | Roberts 4' | Público: 51 297 Árbitro: SVN Slavko Vinčić |

| Man. City | Celtic |

### Grupo D
| Pos | Equipe             | Pts | J | V | E | D | GP | GC | SG | Classificado                     |  | ATL | BAY | RST | PSV |
| --- | ------------------ | --- | - | - | - | - | -- | -- | -- | -------------------------------- |  | --- | --- | --- | --- |
| 1   | Atlético de Madrid | 15  | 6 | 5 | 0 | 1 | 7  | 2  | +5 | Classificado às oitavas de final |  | —   | 1–0 | 2–1 | 2–0 |
| 2   | Bayern de Munique  | 12  | 6 | 4 | 0 | 2 | 14 | 6  | +8 | Classificado às oitavas de final |  | 1–0 | —   | 5–0 | 4–1 |
| 3   | Rostov             | 5   | 6 | 1 | 2 | 3 | 6  | 12 | −6 | Transferido para Liga Europa     |  | 0–1 | 3–2 | —   | 2–2 |
| 4   | PSV Eindhoven      | 2   | 6 | 0 | 2 | 4 | 4  | 11 | −7 | Eliminado                        |  | 0–1 | 1–2 | 0–0 | —   |

| 13 de setembro de 2016 | PSV Eindhoven | 0 – 1     | Atlético de Madrid | Philips Stadion, Eindhoven                   |
| 20:45                  |               | Relatório | Saúl 43'           | Público: 33 989 Árbitro: ENG Martin Atkinson |

| PSV | Atl. de Madrid |

| 13 de setembro de 2016 | Bayern de Munique                                                    | 5 – 0     | Rostov | Allianz Arena, Munique                      |
| 20:45                  | Lewandowski 28' (pen) · Müller 45+2' · Kimmich 53', 60' · Bernat 90' | Relatório |        | Público: 70 000 Árbitro: ENG Anthony Taylor |

| Bayern | Rostov |

| 28 de setembro de 2016 | Atlético de Madrid | 1 – 0     | Bayern de Munique | Estádio Vicente Calderón, Madrid              |
| 20:45                  | Carrasco 35'       | Relatório |                   | Público: 48 242 Árbitro: POL Szymon Marciniak |

| Atl. de Madrid | Bayern |

| 28 de setembro de 2016 | Rostov        | 2 – 2     | PSV Eindhoven               | Olimp - 2, Rostov do Don                    |
| 20:45                  | Poloz 8', 37' | Relatório | Pröpper 14' · de Jong 45+1' | Público: 12 646 Árbitro: FRA Clément Turpin |

| Rostov | PSV |

| 19 de outubro de 2016 | Rostov | 0 – 1     | Atlético de Madrid | Olimp - 2, Rostov do Don                    |
| 20:45                 |        | Relatório | Carrasco 62'       | Público: 15 400 Árbitro: ITA Daniele Orsato |

| Rostov | Atl. de Madrid |

| 19 de outubro de 2016 | Bayern de Munique                                       | 4 – 1     | PSV Eindhoven | Allianz Arena, Munique                      |
| 20:45                 | Müller 13' · Kimmich 21' · Lewandowski 59' · Robben 84' | Relatório | Narsingh 41'  | Público: 70 000 Árbitro: SCO William Collum |

| Bayern | PSV |

| 1 de novembro de 2016 | Atlético de Madrid   | 2 – 1     | Rostov     | Estádio Vicente Calderón, Madrid           |
| 20:45                 | Griezmann 28', 90+3' | Relatório | Azmoun 30' | Público: 40 392 Árbitro: SCO Craig Thomson |

| Atl. de Madrid | Rostov |

| 1 de novembro de 2016 | PSV Eindhoven | 1 – 2     | Bayern de Munique          | Philips Stadion, Eindhoven                   |
| 20:45                 | Arias 14'     | Relatório | Lewandowski 34' (pen), 74' | Público: 35 000 Árbitro: ITA Gianluca Rocchi |

| PSV | Bayern |

| 23 de novembro de 2016 | Rostov                                   | 3 – 2     | Bayern de Munique              | Olimp - 2, Rostov do Don                       |
| 18:00                  | Azmoun 44' · Poloz 50' (pen) · Noboa 67' | Relatório | Douglas Costa 35' · Bernat 52' | Público: 15 211 Árbitro: POR Artur Soares Dias |

| Rostov | Bayern |

| 23 de novembro de 2016 | Atlético de Madrid          | 2 – 0     | PSV Eindhoven | Estádio Vicente Calderón, Madrid              |
| 20:45                  | Gameiro 55' · Griezmann 66' | Relatório |               | Público: 37 891 Árbitro: BLR Aleksei Kulbakov |

| Atl. de Madrid | PSV |

| 6 de dezembro de 2016 | Bayern de Munique | 1 – 0     | Atlético de Madrid | Allianz Arena, Munique                      |
| 20:45                 | Lewandowski 28'   | Relatório |                    | Público: 70 000 Árbitro: FRA Clément Turpin |

| Bayern | Atl. de Madrid |

| 6 de dezembro de 2016 | PSV Eindhoven | 0 – 0     | Rostov | Philips Stadion, Eindhoven                 |
| 20:45                 |               | Relatório |        | Público: 33 400 Árbitro: GER Deniz Aytekin |

| PSV | Rostov |

### Grupo E
| Pos | Equipe           | Pts | J | V | E | D | GP | GC | SG | Classificado                     |  | MON | LEV | TOT | CSKA |
| --- | ---------------- | --- | - | - | - | - | -- | -- | -- | -------------------------------- |  | --- | --- | --- | ---- |
| 1   | Monaco           | 11  | 6 | 3 | 2 | 1 | 9  | 7  | +2 | Classificado às oitavas de final |  | —   | 1–1 | 2–1 | 3–0  |
| 2   | Bayer Leverkusen | 10  | 6 | 2 | 4 | 0 | 8  | 4  | +4 | Classificado às oitavas de final |  | 3–0 | —   | 0–0 | 2–2  |
| 3   | Tottenham        | 7   | 6 | 2 | 1 | 3 | 6  | 6  | 0  | Transferido para Liga Europa     |  | 1–2 | 0–1 | —   | 3–1  |
| 4   | CSKA Moscou      | 3   | 6 | 0 | 3 | 3 | 5  | 11 | −6 | Eliminado                        |  | 1–1 | 1–1 | 0–1 | —    |

| 14 de setembro de 2016 | Bayer Leverkusen            | 2 – 2     | CSKA Moscou                 | BayArena, Leverkusen                        |
| 20:45                  | Mehmedi 9' · Çalhanoğlu 15' | Relatório | Dzagoyev 36' · Eremenko 38' | Público: 23 459 Árbitro: ITA Daniele Orsato |

| Bayer Leverk. | CSKA Moscou |

| 14 de setembro de 2016 | Tottenham        | 1 – 2     | Monaco                         | Estádio de Wembley, Londres                  |
| 20:45                  | Alderweireld 45' | Relatório | Bernardo Silva 15' · Lemar 31' | Público: 85 011 Árbitro: ITA Gianluca Rocchi |

| Tottenham | Monaco |

| 27 de setembro de 2016 | Monaco     | 1 – 1     | Bayer Leverkusen | Stade Louis II, Mônaco                               |
| 20:45                  | Glik 90+4' | Relatório | Hernández 74'    | Público: 8 100 Árbitro: ESP David Fernández Borbalán |

| Monaco | Bayer Leverk. |

| 27 de setembro de 2016 | CSKA Moscou | 0 – 1     | Tottenham         | Arena CSKA, Moscou                               |
| 20:45                  |             | Relatório | Son Heung-min 71' | Público: 26 153 Árbitro: ESP Antonio Mateu Lahoz |

| CSKA Moscou | Tottenham |

| 18 de outubro de 2016 | CSKA Moscou | 1 – 1     | Monaco             | Arena CSKA, Moscou                                |
| 20:45                 | Traoré 34'  | Relatório | Bernardo Silva 87' | Público: 24 125 Árbitro: SWE Martin Strömbergsson |

| CSKA Moscou | Monaco |

| 18 de outubro de 2016 | Bayer Leverkusen | 0 – 0     | Tottenham | BayArena, Leverkusen                      |
| 20:45                 |                  | Relatório |           | Público: 28 887 Árbitro: TUR Cüneyt Çakır |

| Bayer Leverk. | Tottenham |

| 2 de novembro de 2016 | Monaco                        | 3 – 0     | CSKA Moscou | Stade Louis II, Mônaco                 |
| 20:45                 | Germain 13' · Falcao 29', 41' | Relatório |             | Público: 10 029 Árbitro: SVN Matej Jug |

| Monaco | CSKA Moscou |

| 2 de novembro de 2016 | Tottenham | 0 – 1     | Bayer Leverkusen | Estádio de Wembley, Londres                 |
| 20:45                 |           | Relatório | Kampl 65'        | Público: 85 512 Árbitro: SWE Jonas Eriksson |

| Tottenham | Bayer Leverk. |

| 22 de novembro de 2016 | CSKA Moscou      | 1 – 1     | Bayer Leverkusen | Arena CSKA, Moscou                                    |
| 18:00                  | Natkho 76' (pen) | Relatório | Volland 16'      | Público: 19 164 Árbitro: ESP Alberto Undiano Mallenco |

| CSKA Moscou | Bayer Leverk. |

| 22 de novembro de 2016 | Monaco                 | 2 – 1     | Tottenham      | Stade Louis II, Mônaco                     |
| 20:45                  | Sidibé 48' · Lemar 53' | Relatório | Kane 52' (pen) | Público: 13 100 Árbitro: NED Björn Kuipers |

| Monaco | Tottenham |

| 7 de dezembro de 2016 | Bayer Leverkusen                            | 3 – 0     | Monaco | BayArena, Leverkusen                           |
| 20:45                 | Yurchenko 30' · Brandt 48' · De Sanctis 82' | Relatório |        | Público: 21 928 Árbitro: LTU Gediminas Mažeika |

| Bayer Leverk. | Monaco |

| 7 de dezembro de 2016 | Tottenham                            | 3 – 1     | CSKA Moscou  | Estádio de Wembley, Londres                 |
| 20:45                 | Alli 38' · Kane 45+1' · Akinfeev 77' | Relatório | Dzagoyev 33' | Público: 62 034 Árbitro: ITA Nicola Rizzoli |

| Tottenham | CSKA Moscou |

### Grupo F
| Pos | Equipe            | Pts | J | V | E | D | GP | GC | SG  | Classificado                     |  | DOR | RM  | LEG | SPO |
| --- | ----------------- | --- | - | - | - | - | -- | -- | --- | -------------------------------- |  | --- | --- | --- | --- |
| 1   | Borussia Dortmund | 14  | 6 | 4 | 2 | 0 | 21 | 9  | +12 | Classificado às oitavas de final |  | —   | 2–2 | 8–4 | 1–0 |
| 2   | Real Madrid       | 12  | 6 | 3 | 3 | 0 | 16 | 10 | +6  | Classificado às oitavas de final |  | 2–2 | —   | 5–1 | 2–1 |
| 3   | Légia Varsóvia    | 4   | 6 | 1 | 1 | 4 | 9  | 24 | −15 | Transferido para Liga Europa     |  | 0–6 | 3–3 | —   | 1–0 |
| 4   | Sporting          | 3   | 6 | 1 | 0 | 5 | 5  | 8  | −3  | Eliminado                        |  | 1–2 | 1–2 | 2–0 | —   |

| 14 de setembro de 2016 | Real Madrid                | 2 – 1     | Sporting        | Estádio Santiago Bernabéu, Madrid              |
| 20:45                  | Ronaldo 89' · Morata 90+4' | Relatório | Bruno César 48' | Público: 72 179 Árbitro: ITA Paolo Tagliavento |

| Real Madrid | Sporting |

| 14 de setembro de 2016 | Légia Varsóvia | 0 – 6     | Borussia Dortmund                                                                                  | Estádio do Exército Polônes, Varsóvia       |
| 20:45                  |                | Relatório | Götze 7' · Papastathopoulos 15' · Bartra 17' · Raphaël Guerreiro 51' · Castro 76' · Aubameyang 87' | Público: 27 304 Árbitro: RUS Sergei Karasev |

| Légia V. | Borussia D. |

| 27 de setembro de 2016 | Borussia Dortmund             | 2 – 2     | Real Madrid              | Signal Iduna Park, Dortmund                   |
| 20:45                  | Aubameyang 43' · Schürrle 87' | Relatório | Ronaldo 17' · Varane 68' | Público: 65 849 Árbitro: ENG Mark Clattenburg |

| Borussia D. | Real Madrid |

| 27 de setembro de 2016 | Sporting               | 2 – 0     | Légia Varsóvia | Estádio José Alvalade, Lisboa               |
| 20:45                  | B. Ruiz 28' · Dost 37' | Relatório |                | Público: 40 094 Árbitro: ENG Michael Oliver |

| Sporting | Légia V. |

| 18 de outubro de 2016 | Sporting        | 1 – 2     | Borussia Dortmund         | Estádio José Alvalade, Lisboa              |
| 20:45                 | Bruno César 67' | Relatório | Aubameyang 9' · Weigl 43' | Público: 46 609 Árbitro: SVN Damir Skomina |

| Sporting | Borussia D. |

| 18 de outubro de 2016 | Real Madrid                                                       | 5 – 1     | Légia Varsóvia    | Estádio Santiago Bernabéu, Madrid         |
| 20:45                 | Bale 16' · Jodłowiec 20' · Asensio 37' · Vázquez 68' · Morata 84' | Relatório | Radović 22' (pen) | Público: 70 251 Árbitro: FRA Ruddy Buquet |

| Real Madrid | Légia V. |

| 2 de novembro de 2016 | Borussia Dortmund | 1 – 0     | Sporting | Signal Iduna Park, Dortmund                 |
| 20:45                 | Ramos 12'         | Relatório |          | Público: 65 849 Árbitro: NED Danny Makkelie |

| Borussia D. | Sporting |

| 2 de novembro de 2016 | Légia Varsóvia                         | 3 – 3     | Real Madrid                         | Estádio do Exército Polônes, Varsóvia     |
| 20:45                 | Odjidja 40' · Radović 58' · Moulin 83' | Relatório | Bale 1' · Benzema 35' · Kovačić 85' | Público: 0[B] Árbitro: CZE Pavel Královec |

| Légia V. | Real Madrid |

| 22 de novembro de 2016 | Sporting               | 1 – 2     | Real Madrid              | Estádio José Alvalade, Lisboa               |
| 20:45                  | Adrien Silva 80' (pen) | Relatório | Varane 29' · Benzema 87' | Público: 50 046 Árbitro: SCO William Collum |

| Sporting | Real Madrid |

| 22 de novembro de 2016 | Borussia Dortmund                                                                           | 8 – 4     | Légia Varsóvia                                   | Signal Iduna Park, Dortmund                       |
| 20:45                  | Kagawa 17', 18' · Şahin 20' · Dembélé 29' · Reus 32', 52' · Passlack 81' · Rzeźniczak 90+2' | Relatório | Prijović 10', 24' · Kucharczyk 57' · Nikolić 83' | Público: 55 094 Árbitro: SWE Martin Strömbergsson |

| Borussia D. | Légia V. |

| 7 de dezembro de 2016 | Real Madrid      | 2 – 2     | Borussia Dortmund         | Estádio Santiago Bernabéu, Madrid             |
| 20:45                 | Benzema 28', 53' | Relatório | Aubameyang 60' · Reus 88' | Público: 76 894 Árbitro: POL Szymon Marciniak |

| Real Madrid | Borussia D. |

| 7 de dezembro de 2016 | Légia Varsóvia | 1 – 0     | Sporting | Estádio do Exército Polônes, Varsóvia        |
| 20:45                 | Guilherme 30'  | Relatório |          | Público: 28 232 Árbitro: ITA Gianluca Rocchi |

| Légia V. | Sporting |

### Grupo G
| Pos | Equipe    | Pts | J | V | E | D | GP | GC | SG  | Classificado                     |  | LEI | POR | KOB | BRU |
| --- | --------- | --- | - | - | - | - | -- | -- | --- | -------------------------------- |  | --- | --- | --- | --- |
| 1   | Leicester | 13  | 6 | 4 | 1 | 1 | 7  | 6  | +1  | Classificado às oitavas de final |  | —   | 1–0 | 1–0 | 2–1 |
| 2   | Porto     | 11  | 6 | 3 | 2 | 1 | 9  | 3  | +6  | Classificado às oitavas de final |  | 5–0 | —   | 1–1 | 1–0 |
| 3   | København | 9   | 6 | 2 | 3 | 1 | 7  | 2  | +5  | Transferido para Liga Europa     |  | 0–0 | 0–0 | —   | 4–0 |
| 4   | Brugge    | 0   | 6 | 0 | 0 | 6 | 2  | 14 | −12 | Eliminado                        |  | 0–3 | 1–2 | 0–2 | —   |

| 14 de setembro de 2016 | Brugge | 0 – 3     | Leicester                       | Estádio Jan Breydel, Bruges                     |
| 20:45                  |        | Relatório | Albrighton 5' · Mahrez 29', 61' | Público: 20 970 Árbitro: GRE Tasos Sidiropoulos |

| Brugge | Leicester |

| 14 de setembro de 2016 | Porto      | 1 – 1     | København     | Estádio do Dragão, Porto               |
| 20:45                  | Otávio 13' | Relatório | Cornelius 52' | Público: 34 325 Árbitro: SVN Matej Jug |

| Porto | Copenhague |

| 27 de setembro de 2016 | København                                                   | 4 – 0     | Brugge | Estádio Parken, Copenhague                 |
| 20:45                  | Denswil 53' · Delaney 64' · Santander 69' · Jørgensen 90+2' | Relatório |        | Público: 25 605 Árbitro: SCO Craig Thomson |

| Copenhague | Brugge |

| 27 de setembro de 2016 | Leicester   | 1 – 0     | Porto | King Power Stadium, Leicester             |
| 20:45                  | Slimani 25' | Relatório |       | Público: 31 805 Árbitro: TUR Cüneyt Çakır |

| Leicester | Porto |

| 18 de outubro de 2016 | Leicester  | 1 – 0     | København | King Power Stadium, Leicester               |
| 20:45                 | Mahrez 40' | Relatório |           | Público: 31 037 Árbitro: ITA Nicola Rizzoli |

| Leicester | Copenhague |

| 18 de outubro de 2016 | Brugge     | 1 – 2     | Porto                               | Estádio Jan Breydel, Bruges                    |
| 20:45                 | Vossen 12' | Relatório | Layún 68' · André Silva 90+3' (pen) | Público: 23 372 Árbitro: ITA Paolo Tagliavento |

| Brugge | Porto |

| 2 de novembro de 2016 | København | 0 – 0     | Leicester | Estádio Parken, Copenhague               |
| 20:45                 |           | Relatório |           | Público: 34 146 Árbitro: GER Felix Brych |

| Copenhague | Leicester |

| 2 de novembro de 2016 | Porto           | 1 – 0     | Brugge | Estádio do Dragão, Porto                              |
| 20:45                 | André Silva 37' | Relatório |        | Público: 32 310 Árbitro: ESP Alberto Undiano Mallenco |

| Porto | Brugge |

| 22 de novembro de 2016 | Leicester                     | 2 – 1     | Brugge        | King Power Stadium, Leicester             |
| 20:45                  | Okazaki 5' · Mahrez 30' (pen) | Relatório | Izquierdo 52' | Público: 31 443 Árbitro: FRA Ruddy Buquet |

| Leicester | Brugge |

| 22 de novembro de 2016 | København | 0 – 0     | Porto | Estádio Parken, Copenhague                 |
| 20:45                  |           | Relatório |       | Público: 32 036 Árbitro: SRB Milorad Mažić |

| Copenhague | Porto |

| 7 de dezembro de 2016 | Brugge | 0 – 2     | København                  | Estádio Jan Breydel, Bruges                 |
| 20:45                 |        | Relatório | Mechele 8' · Jørgensen 15' | Público: 18 981 Árbitro: ENG Michael Oliver |

| Brugge | Copenhague |

| 7 de dezembro de 2016 | Porto                                                                 | 5 – 0     | Leicester | Estádio do Dragão, Porto                  |
| 20:45                 | André Silva 6', 64' (pen) · Corona 26' · Brahimi 44' · Diogo Jota 77' | Relatório |           | Público: 39 310 Árbitro: GER Felix Zwayer |

| Porto | Leicester |

### Grupo H
| Pos | Equipe        | Pts | J | V | E | D | GP | GC | SG  | Classificado                     |  | JUV | SEV | LYO | DZG |
| --- | ------------- | --- | - | - | - | - | -- | -- | --- | -------------------------------- |  | --- | --- | --- | --- |
| 1   | Juventus      | 14  | 6 | 4 | 2 | 0 | 11 | 2  | +9  | Classificado às oitavas de final |  | —   | 0–0 | 1–1 | 2–0 |
| 2   | Sevilla       | 11  | 6 | 3 | 2 | 1 | 7  | 3  | +4  | Classificado às oitavas de final |  | 1–3 | —   | 1–0 | 4–0 |
| 3   | Lyon          | 8   | 6 | 2 | 2 | 2 | 5  | 3  | +2  | Transferido para Liga Europa     |  | 0–1 | 0–0 | —   | 3–0 |
| 4   | Dínamo Zagreb | 0   | 6 | 0 | 0 | 6 | 0  | 15 | −15 | Eliminado                        |  | 0–4 | 0–1 | 0–1 | —   |

| 14 de setembro de 2016 | Juventus | 0 – 0     | Sevilla | Juventus Stadium, Turim                    |
| 20:45                  |          | Relatório |         | Público: 33 261 Árbitro: GER Deniz Aytekin |

| Juventus | Sevilla |

| 14 de setembro de 2016 | Lyon                                | 3 – 0     | Dínamo Zagreb | Parc Olympique Lyonnais, Décines-Charpieu         |
| 20:45                  | Tolisso 3' · Ferri 49' · Cornet 57' | Relatório |               | Público: 43 754 Árbitro: SWE Martin Strömbergsson |

| Lyon | Dinamo Z. |

| 27 de setembro de 2016 | Sevilla        | 1 – 0     | Lyon | Estádio Ramón Sánchez Pizjuán, Sevilha   |
| 20:45                  | Ben Yedder 53' | Relatório |      | Público: 36 741 Árbitro: NED Bas Nijhuis |

| Sevilla | Lyon |

| 27 de setembro de 2016 | Dínamo Zagreb | 0 – 4     | Juventus                                                 | Estádio Maksimir, Zagreb                     |
| 20:45                  |               | Relatório | Pjanić 24' · Higuaín 31' · Dybala 57' · Daniel Alves 85' | Público: 23 875 Árbitro: POR Manuel de Sousa |

| Dinamo Z. | Juventus |

| 18 de outubro de 2016 | Dínamo Zagreb | 0 – 1     | Sevilla   | Estádio Maksimir, Zagreb                   |
| 20:45                 |               | Relatório | Nasri 37' | Público: 6 021 Árbitro: ENG Michael Oliver |

| Dinamo Z. | Sevilla |

| 18 de outubro de 2016 | Lyon | 0 – 1     | Juventus     | Parc Olympique Lyonnais, Décines-Charpieu     |
| 20:45                 |      | Relatório | Cuadrado 76' | Público: 53 907 Árbitro: POL Szymon Marciniak |

| Lyon | Juventus |

| 2 de novembro de 2016 | Sevilla                                                  | 4 – 0     | Dínamo Zagreb | Estádio Ramón Sánchez Pizjuán, Sevilha    |
| 20:45                 | Vietto 31' · Escudero 66' · N'Zonzi 80' · Ben Yedder 87' | Relatório |               | Público: 35 215 Árbitro: GER Felix Zwayer |

| Sevilla | Dinamo Z. |

| 2 de novembro de 2016 | Juventus          | 1 – 1     | Lyon        | Juventus Stadium, Turim                    |
| 20:45                 | Higuaín 13' (pen) | Relatório | Tolisso 85' | Público: 40 356 Árbitro: NED Björn Kuipers |

| Juventus | Lyon |

| 22 de novembro de 2016 | Dínamo Zagreb | 0 – 1     | Lyon          | Estádio Maksimir, Zagreb                   |
| 20:45                  |               | Relatório | Lacazette 72' | Público: 7 834 Árbitro: CZE Pavel Královec |

| Dinamo Z. | Lyon |

| 22 de novembro de 2016 | Sevilla   | 1 – 3     | Juventus                                              | Estádio Ramón Sánchez Pizjuán, Sevilha        |
| 20:45                  | Pareja 9' | Relatório | Marchisio 45+2' (pen) · Bonucci 84' · Mandžukić 90+4' | Público: 38 942 Árbitro: ENG Mark Clattenburg |

| Sevilla | Juventus |

| 7 de dezembro de 2016 | Lyon | 0 – 0     | Sevilla | Parc Olympique Lyonnais, Décines-Charpieu   |
| 20:45                 |      | Relatório |         | Público: 52 423 Árbitro: SWE Jonas Eriksson |

| Lyon | Sevilla |

| 7 de dezembro de 2016 | Juventus                 | 2 – 0     | Dínamo Zagreb | Juventus Stadium, Turim                     |
| 20:45                 | Higuaín 52' · Rugani 73' | Relatório |               | Público: 39 380 Árbitro: ENG Anthony Taylor |

| Juventus | Dinamo Z. |